# Francia en el Festival de la Canción de Eurovisión
Francia es uno de los países que presentó un concursante a la primera edición del Festival de la Canción de Eurovisión, en 1956. Este concurso lo organiza la Unión Europea de Radiodifusión. Francia ha participado en todas las ediciones excepto dos, solo superada por Alemania por una aparición. Francia es uno de los países del grupo de los coloquialmente denominados Big 5 (los cinco grandes) y por lo tanto siempre tiene su lugar asegurado en la final del festival. Los otros componentes de este grupo son, además de Francia, Italia, España, Reino Unido y Alemania, como emisoras públicas de estos países que son miembros de la UER que aportan más audiencia a los eventos organizados por la UER y contribuyen más a la organización. 
En un total de 38 veces, Francia ha quedado dentro del Top 10 en la gran final (la última, en 2024) y ha quedado última tan solo una vez (en 2014, con 2 puntos).

## Historia
La historia de Francia en Eurovisión, hasta la época actual, había sido muy exitosa terminando 36 veces dentro de los diez primeros lugares y ganando el festival en 5 ocasiones, en parte debido a la participación de pocos países dentro del Festival, en su mayor parte francófonos. En la tercera edición, celebrada en 1958, André Claveau ganó por primera vez para Francia con la canción "Dors Mon Amour" y el año siguiente Eurovisión fue realizado por primera vez en territorio francés, en el "Palais des Festivals" en Cannes.

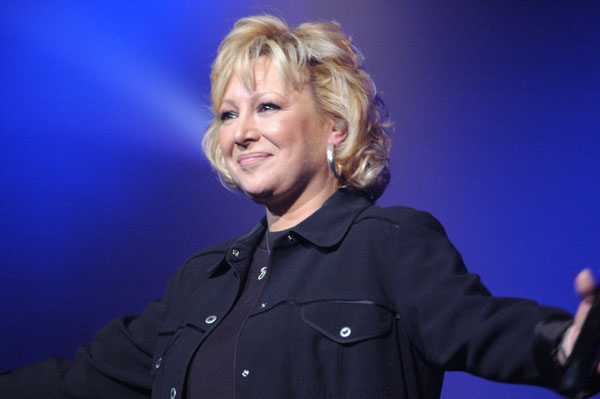
Marie Myriam última ganadora por Francia en Eurovisión en 1977

 En 1960 Francia volvió a ganar el festival, esta vez con la canción "Tom Pillibi" de Jacqueline Boyer con 32 puntos, lo que aseguró que el festival regresara a Francia en 1961, de nuevo en Cannes. Francia volvió a ganar en 1962 con Isabelle Aubret y "Un Premier Amour". Dado que Francia no tenía los recursos para organizar el festival por tercera vez en menos de cinco años, la organización del evento pasó al Reino Unido, organizándola la BBC en Londres.
Durante los primeros diez años del Festival, Francia siempre terminó entre los primeros diez lugares, aunque en 1966 tuvo su primer mal resultado cuando Dominique Walter y "Chez Nous" terminó en 16º lugar con sólo 1 punto. Fue un resultado sin precedentes para la república, pero en los años siguientes regresaron a los primeros lugares. En 1969, Francia volvió a ganar con "Un Jour, Un Enfant" de Frida Boccara. Sin embargo ese año hubo un empate en primer lugar junto con España, los Países Bajos y el Reino Unido.
En la primera mitad de los años setenta Francia empezó a tener malos resultados. En 1972 y 1973 el país terminó en el 11.º y 15º lugar respectivamente y en 1974 el país no participó debido a la muerte del Presidente Georges Pompidou. La canción de ese año, "La vie à 25 ans" de Dani, fue retirada del Festival de la Canción de Eurovisión, el primero sin la participación francesa.
En 1975 Francia regresó con otro periodo de gloria. Durante cinco años seguidos el país terminó dentro de los primeros cuatro lugares. El punto más alto fue en 1977, cuando Marie Myriam y la canción "L'Oiseau Et l'Enfant" ganaron el festival por quinta ocasión. También fue la última vez que Francia ha ganado.
Radiodiffusion-Télévision Française (RTF) (desde 1956 hasta 1964), ORTF (Office de Radiodiffusion et Télévision Française) (desde 1965 hasta 1974) y TF1 (desde 1975 hasta 1981) fueron las radiodifusoras que participaron en el Festival de la Canción de Eurovisión desde 1956 hasta 1981. TF1 organizaba tanto la final nacional para seleccionar al participante francés, como la presentación final para el Festival. A pesar de los buenos resultados, en 1982 TF1 declinó participar en el Festival de la Canción de Eurovisión (junto con Italia y Grecia) ya que, según la cadena, el festival era percibido como anticuado y el país no quería quedarse ahí. Esta fue la segunda ocasión que Francia no asistía.
Esta ausencia solo duró un año ya que, debido a la reacción pública, la segunda cadena pública por aquel entonces, Antenne 2 (más tarde renombrada France 2) participaría por Francia a partir de 1983, organizando tanto la final nacional para seleccionar la canción y la presentación final para el Festival. El quinto lugar de Guy Bonnet Vivre marcó un largo periodo de buenos resultados y durante el resto de la década y principios de los noventa, en las que el país terminó dentro de los diez mejores.
En 1991 los franceses quedaron cerca de la victoria. Amina y "C'est le dernier qui a parlé qui à raison" era una de las favoritas y después de la ronda de votación Francia y Suecia estaban empatados con 146 puntos. Sin embargo ahora sí existían reglas de desempate para que solo un país fuera declarado ganador. Al hacer el análisis de los votos y contar cuantas veces habían recibido 12 puntos ambos países seguían empatados, por lo que se tuvieron que contar las veces que habían recibido 10 puntos. Al hacer este conteo Francia estaba en desventaja con solo 2 dieces, mientras que Suecia tenía 5 y ganó la edición. 
Fue hasta 1996 cuando el periodo de éxito francés fue interrumpido con la canción "Diwanit Bugale" de Dan Ar Braz & L'Héritage des Celtes, cantada en bretón y que solo logró 18 puntos y el 19º lugar. La canción de 1998, "Où aller" de Marie Line, fue el fracaso más grande para le país desde 1966 ya que solo obtuvo 3 puntos.
El canal hermano de televisión, France 3, tomó la participación de Francia desde 1999, debido a que en ese año France 2 tenía que transmitir un torneo de rugby en lugar del Festival. France 3 es la cadena que actualmente transmite el Festival de la Canción de Eurovisión, pero escogía la canción francesa de manera interna desde el 2001 y hasta el 2004, y a partir del 2005 reapareció la final nacional.
Aunque el cuarto lugar de 2001 y el quinto de 2002 son considerados como éxitos, el país ha caído progresivamente en los resultados, obteniendo unos malos resultados durante 5 años consecutivos.
Con la introducción de la semifinal en el 2004, France 4 (parte de France Télévisions) presenta este evento, mientras que France 3 continuó emitiendo la final nacional y la presentación para la final del Festival de la Canción de Eurovisión.
A partir de 2015, la emisión de la final y el proceso de selección de la representación francesa volvieron a France 2.
El mejor resultado de Francia (sin contar sus victorias) fue en el 1976 cuando el país quedó segundo con la cantante francesa Catherine Ferry, con 147, seguido por Amina que quedó en 2º lugar en 1991 pese a tener los mismos puntos que la ganadora, Suecia, con 146 puntos. Natasha Saint-Pier, recibió 142 puntos en 2001 y quedó cuarta.

### Situación actual del festival
Desde 1996, Francia ha experimentado una grave caída en términos de resultados en el Festival de la Canción de Eurovisión y el país ha tenido una serie de malos resultados: 18.º (1996), 24.º (1998), 19.º (1999), 23.º (2000), 18.º (2003), 15.º (2004), 23.º (2005) y 22.º (2006 & 2007), salvo excepciones como la de Natasha Saint-Pier en 2001. En 2008 el cantante Sébastien Tellier consiguió para Francia salir de las cinco últimas posiciones, pese a que el país galo era el único de los países que llevaba más de treinta años en el festival y no había quedado nunca en última posición, hasta 2014. Francia confirmó su participación en 2009 en el que después de muchos años, un jurado de expertos de cada país participaba en la votación final del festival, además en esta edición decidió enviar a una de las musas de la música gala en todo el mundo Patricia Kaas, que ocupó la 8º posición de 25. Al siguiente año decidieron llevar al cantante, nacido en la República Democrática del Congo, Jessy Matador con la canción "Allez, ola, olé" donde fue muy criticada ya que se esperaban una mala posición tras la mejoría del año pasado pero finalmente agradó en el Telenor Arena y se posicionó en la primera tabla en el puesto 12º con 82 puntos. En 2011 presentaron al joven tenor Amaury Vassili con la canción operística "Sognu", íntegramente cantada en corso. A pesar de ser considerada como la máxima favorita para la victoria en la mayoría de casas de apuestas, el directo en el Esprit Arena no convenció y se situó en el puesto 15º. En 2012 consiguió la posición 22º. En 2013 la posición 23°. En 2014, Francia obtuvo su peor posición en toda su historia en el festival, quedó última, en el puesto 26° con 2 puntos. En 2015, Francia llevó a Lisa Angell, a la que las apuestas marcaban como para acabar en el top 15, pero al final llevó al país al puesto 25 con 4 puntos. En 2016, Amir partía como uno de los favoritos y estas predicciones se cumplieron al lograr el 6º puesto en la final (siendo tercero en la votación del jurado) volviendo al top 10 después de 6 años fuera de este. En 2017, la cantante Alma se quedó en el top 15. En 2018, donde a pesar de partir como una de las grandes favoritas, la canción francesa acabó en el puesto 13º.

## Curiosidades
- Francia no siempre ha cantado en francés, pero ha usado lenguas de su país. En 1993 "Mama Corsica" estaba interpretada en corso y francés, y en 1996 "Diwanit Bugale" estuvo interpretada íntegramente en bretón. En el 2011 vuelve a cantar una canción en corso "Sognu", esta vez de forma íntegra, así mismo, en 2022, se presentó "Fulenn" que así como en 1996, se ha compuesto en idioma bretón.
- La canción de 1992, "Monté la riviè", se interpretó parcialmente en criollo haitiano. En 2004, algunos versos de "À chaque pas" se interpretaron en español
- La canción Divine de Sébastien Tellier del 2008 fue interpretado en su mayoría en inglés, con una sola estrofa en francés. Mientras que J'ai cherché de Amir del 2016 y Roi de Bilal Hassani del 2019, fueron interpretados tanto en inglés como en francés.

## Participaciones
Leyenda
     Ganador
     Segundo puesto
     Tercer puesto
     Cuarto o quinto puesto (Top 5)
     Último puesto
| Año                  | Sede       | Artista                             | Canción                                     | Final                       | Pts.                        | Semifinal                   | Pts.                        |
| -------------------- | ---------- | ----------------------------------- | ------------------------------------------- | --------------------------- | --------------------------- | --------------------------- | --------------------------- |
| 1956                 | Lugano     | Mathé Altéry                        | «Le temps perdu»                            | No se publicaron resultados | No se publicaron resultados | No hubo semifinales         | No hubo semifinales         |
| 1956                 | Lugano     | Dany Dauberson                      | «Il est là»                                 | No se publicaron resultados | No se publicaron resultados | No hubo semifinales         | No hubo semifinales         |
| 1957                 | Fráncfort  | Paule Desjardins                    | «La belle amour»                            | 2                           | 17                          | No hubo semifinales         | No hubo semifinales         |
| 1958                 | Hilversum  | André Claveau                       | «Dors, mon amour»                           | 1                           | 27                          | No hubo semifinales         | No hubo semifinales         |
| 1959                 | Cannes     | Jean Philippe                       | «Oui, oui, oui, oui»                        | 3                           | 15                          | No hubo semifinales         | No hubo semifinales         |
| 1960                 | Londres    | Jacqueline Boyer                    | «Tom Pillibi»                               | 1                           | 32                          | No hubo semifinales         | No hubo semifinales         |
| 1961                 | Cannes     | Jean-Paul Mauric                    | «Printemps, avril carillonne»               | 4                           | 13                          | No hubo semifinales         | No hubo semifinales         |
| 1962                 | Luxemburgo | Isabelle Aubret                     | «Un premier amour»                          | 1                           | 26                          | No hubo semifinales         | No hubo semifinales         |
| 1963                 | Londres    | Alain Barrière                      | «Elle était si jolie»                       | 5                           | 25                          | No hubo semifinales         | No hubo semifinales         |
| 1964                 | Copenhague | Rachel                              | «Le chant de Mallory»                       | 4                           | 14                          | No hubo semifinales         | No hubo semifinales         |
| 1965                 | Nápoles    | Guy Mardel                          | «N'avoue jamais»                            | 3                           | 22                          | No hubo semifinales         | No hubo semifinales         |
| 1966                 | Luxemburgo | Dominique Walter                    | «Chez nous»                                 | 16                          | 1                           | No hubo semifinales         | No hubo semifinales         |
| 1967                 | Viena      | Noëlle Cordier                      | «Il doit faire beau là-bas»                 | 3                           | 20                          | No hubo semifinales         | No hubo semifinales         |
| 1968                 | Londres    | Isabelle Aubret                     | «La source»                                 | 3                           | 20                          | No hubo semifinales         | No hubo semifinales         |
| 1969                 | Madrid     | Frida Boccara                       | «Un jour, un enfant»                        | 1                           | 18                          | No hubo semifinales         | No hubo semifinales         |
| 1970                 | Ámsterdam  | Guy Bonnet                          | «Marie-Blanche»                             | 4                           | 8                           | No hubo semifinales         | No hubo semifinales         |
| 1971                 | Dublín     | Serge Lama                          | «Un jardin sur la terret»                   | 10                          | 82                          | No hubo semifinales         | No hubo semifinales         |
| 1972                 | Edimburgo  | Betty Mars                          | «Comé-comédie»                              | 11                          | 81                          | No hubo semifinales         | No hubo semifinales         |
| 1973                 | Luxemburgo | Martine Clémenceau                  | «Sans toi»                                  | 15                          | 65                          | No hubo semifinales         | No hubo semifinales         |
| 1974                 | Brighton   | Dani                                | «La vie à vingt-cinq ans»                   | Retirado                    | Retirado                    | Retirado                    | Retirado                    |
| 1975                 | Estocolmo  | Nicole Rieu                         | «Et bonjour à toi, l'artiste»               | 4                           | 91                          | No hubo semifinales         | No hubo semifinales         |
| 1976                 | La Haya    | Catherine Ferry                     | «Un, deux, trois»                           | 2                           | 147                         | No hubo semifinales         | No hubo semifinales         |
| 1977                 | Londres    | Marie Myriam                        | «L'oiseau et l'enfant»                      | 1                           | 136                         | No hubo semifinales         | No hubo semifinales         |
| 1978                 | París      | Joël Prévost                        | «Il y aura toujours des violons»            | 3                           | 119                         | No hubo semifinales         | No hubo semifinales         |
| 1979                 | Jerusalén  | Anne-Marie David                    | «Je suis l'enfant soleil»                   | 3                           | 106                         | No hubo semifinales         | No hubo semifinales         |
| 1980                 | La Haya    | Profil                              | «Hé, hé M'sieurs dames»                     | 11                          | 45                          | No hubo semifinales         | No hubo semifinales         |
| 1981                 | Dublín     | Jean Gabilou                        | «Humanahum»                                 | 3                           | 125                         | No hubo semifinales         | No hubo semifinales         |
| No participó en 1982 |            |                                     |                                             |                             |                             |                             |                             |
| 1983                 | Múnich     | Guy Bonnet                          | «Vivre»                                     | 8                           | 56                          | No hubo semifinales         | No hubo semifinales         |
| 1984                 | Luxemburgo | Annick Thoumazeau                   | «Autant d'amoureux que d'étoiles»           | 8                           | 61                          | No hubo semifinales         | No hubo semifinales         |
| 1985                 | Gotemburgo | Roger Bens                          | «Femme, dans ses rêves aussi»               | 10                          | 56                          | No hubo semifinales         | No hubo semifinales         |
| 1986                 | Oslo       | Cocktail Chic                       | «Européennes»                               | 17                          | 13                          | No hubo semifinales         | No hubo semifinales         |
| 1987                 | Bruselas   | Christine Minier                    | «Les mots d'amour n'ont pas de dimanche»    | 14                          | 44                          | No hubo semifinales         | No hubo semifinales         |
| 1988                 | Dublín     | Gérard Lenorman                     | «Chanteur de charme»                        | 10                          | 64                          | No hubo semifinales         | No hubo semifinales         |
| 1989                 | Lausana    | Nathalie Pâque                      | «J'ai volé la vie»                          | 8                           | 60                          | No hubo semifinales         | No hubo semifinales         |
| 1990                 | Zagreb     | Joëlle Ursull                       | «White and black blues»                     | 2                           | 132                         | No hubo semifinales         | No hubo semifinales         |
| 1991                 | Roma       | Amina                               | «C'est le dernier qui a parlé qui a raison» | 2                           | 146                         | No hubo semifinales         | No hubo semifinales         |
| 1992                 | Malmö      | Kali                                | «Monté la rivié»                            | 8                           | 73                          | No hubo semifinales         | No hubo semifinales         |
| 1993                 | Millstreet | Patrick Fiori                       | «Mama Corsica»                              | 4                           | 121                         | Kvalifikacija za Millstreet | Kvalifikacija za Millstreet |
| 1994                 | Dublín     | Nina Morato                         | «Je suis un vrai garçon»                    | 7                           | 74                          | No hubo semifinales         | No hubo semifinales         |
| 1995                 | Dublín     | Nathalie Santamaria                 | «Il me donne rendez-vous»                   | 4                           | 94                          | No hubo semifinales         | No hubo semifinales         |
| 1996                 | Oslo       | Dan Ar Braz y L'Héritage des Celtes | «Diwanit bugale»                            | 19                          | 18                          | 11                          | 55                          |
| 1997                 | Dublín     | Fanny                               | «Sentiments, songes»                        | 7                           | 95                          | No hubo semifinales         | No hubo semifinales         |
| 1998                 | Birmingham | Marie Line                          | «Où aller»                                  | 24                          | 3                           | No hubo semifinales         | No hubo semifinales         |
| 1999                 | Jerusalén  | Nayah                               | «Je veux donner ma voix»                    | 19                          | 14                          | No hubo semifinales         | No hubo semifinales         |
| 2000                 | Estocolmo  | Sofia Mestari                       | «On aura le ciel»                           | 23                          | 5                           | No hubo semifinales         | No hubo semifinales         |
| 2001                 | Copenhague | Natasha Saint-Pier                  | «Je n'ai que mon âme»                       | 4                           | 142                         | No hubo semifinales         | No hubo semifinales         |
| 2002                 | Tallin     | Sandrine François                   | «Il faut du temps»                          | 5                           | 104                         | No hubo semifinales         | No hubo semifinales         |
| 2003                 | Riga       | Louisa Baileche                     | «Monts et merveilles»                       | 18                          | 19                          | No hubo semifinales         | No hubo semifinales         |
| 2004                 | Estambul   | Jonatan Cerrada                     | «À chaque pas»                              | 15                          | 40                          | Miembro del Big 4           | Miembro del Big 4           |
| 2005                 | Kiev       | Ortal                               | «Chacun pense à soi»                        | 23                          | 11                          | Miembro del Big 4           | Miembro del Big 4           |
| 2006                 | Atenas     | Virginie Pouchain                   | «Il était temps»                            | 22                          | 5                           | Miembro del Big 4           | Miembro del Big 4           |
| 2007                 | Helsinki   | Les Fatals Picards                  | «Amour à la française»                      | 22                          | 19                          | Miembro del Big 4           | Miembro del Big 4           |
| 2008                 | Belgrado   | Sébastien Tellier                   | «Divine»                                    | 19                          | 47                          | Miembro del Big 4           | Miembro del Big 4           |
| 2009                 | Moscú      | Patricia Kaas                       | «Et s'il fallait le faire»                  | 8                           | 107                         | Miembro del Big 4           | Miembro del Big 4           |
| 2010                 | Oslo       | Jessy Matador                       | «Allez Ola Olé»                             | 12                          | 82                          | Miembro del Big 4           | Miembro del Big 4           |
| 2011                 | Düsseldorf | Amaury Vassili                      | «Sognu»                                     | 15                          | 82                          | Miembro del Big 5           | Miembro del Big 5           |
| 2012                 | Bakú       | Anggun                              | «Echo (You and I)»                          | 22                          | 21                          | Miembro del Big 5           | Miembro del Big 5           |
| 2013                 | Malmö      | Amandine Bourgeois                  | «L'enfer et moi»                            | 23                          | 14                          | Miembro del Big 5           | Miembro del Big 5           |
| 2014                 | Copenhague | Twin Twin                           | «Moustache»                                 | 26                          | 2                           | Miembro del Big 5           | Miembro del Big 5           |
| 2015                 | Viena      | Lisa Angell                         | «N'oubliez pas»                             | 25                          | 4                           | Miembro del Big 5           | Miembro del Big 5           |
| 2016                 | Estocolmo  | Amir                                | «J'ai cherché»                              | 6                           | 257                         | Miembro del Big 5           | Miembro del Big 5           |
| 2017                 | Kiev       | Alma                                | «Requiem»                                   | 12                          | 135                         | Miembro del Big 5           | Miembro del Big 5           |
| 2018                 | Lisboa     | Madame Monsieur                     | «Mercy»                                     | 13                          | 173                         | Miembro del Big 5           | Miembro del Big 5           |
| 2019                 | Tel Aviv   | Bilal Hassani                       | «Roi»                                       | 16                          | 105                         | Miembro del Big 5           | Miembro del Big 5           |
| 2020                 | Róterdam   | Tom Leeb                            | «Mon alliée (The best in me)»               | Festival cancelado          | Festival cancelado          | Miembro del Big 5           | Miembro del Big 5           |
| 2021                 | Róterdam   | Barbara Pravi                       | «Voilà»                                     | 2                           | 499                         | Miembro del Big 5           | Miembro del Big 5           |
| 2022                 | Turín      | Alvan y Ahez                        | «Fulenn»                                    | 24                          | 17                          | Miembro del Big 5           | Miembro del Big 5           |
| 2023                 | Liverpool  | La Zarra                            | «Évidemment»                                | 16                          | 104                         | Miembro del Big 5           | Miembro del Big 5           |
| 2024                 | Malmö      | Slimane                             | «Mon amour»                                 | 4                           | 445                         | Miembro del Big 5           | Miembro del Big 5           |
| 2025                 | Basilea    | Louane Emera                        | «Maman»                                     | 7                           | 230                         | Miembro del Big 5           | Miembro del Big 5           |

## Festivales organizados en Francia
| Edición                                   | Ciudad sede | Localización          | Presentandores              |
| ----------------------------------------- | ----------- | --------------------- | --------------------------- |
| Festival de la Canción de Eurovisión 1959 | Cannes      | Palacio de Festivales | Jacqueline Joubert          |
| Festival de la Canción de Eurovisión 1961 | Cannes      | Palacio de Festivales | Jacqueline Joubert          |
| Festival de la Canción de Eurovisión 1978 | París       | Palacio de Congresos  | Denise Fabre y Léon Zitrone |

## Votación de Francia
Hasta 2025, la votación de Francia ha sido:
| Más puntos otorgados solo en la gran final | Más puntos otorgados solo en la gran final | Más puntos otorgados solo en la gran final |
| Pos.                                       | País                                       | Puntos                                     |
| ------------------------------------------ | ------------------------------------------ | ------------------------------------------ |
| 1                                          | Israel                                     | 271                                        |
| 2                                          | Portugal                                   | 243                                        |
| 3                                          | Italia                                     | 219                                        |
| 4                                          | Reino Unido                                | 209                                        |
| 5                                          | España                                     | 201                                        |

| Más puntos otorgados en semifinales y final | Más puntos otorgados en semifinales y final | Más puntos otorgados en semifinales y final |
| Pos.                                        | País                                        | Puntos                                      |
| ------------------------------------------- | ------------------------------------------- | ------------------------------------------- |
| 1                                           | Portugal                                    | 363                                         |
| 2                                           | Israel                                      | 350                                         |
| 3                                           | Armenia                                     | 244                                         |
| 4                                           | Países Bajos                                | 221                                         |
| 5                                           | Italia                                      | 219                                         |

| Más puntos recibidos | Más puntos recibidos | Más puntos recibidos |
| Pos.                 | País                 | Puntos               |
| -------------------- | -------------------- | -------------------- |
| 1                    | Bélgica              | 231                  |
| 2                    | Suiza                | 228                  |
| 3                    | Alemania             | 207                  |
| 4                    | Países Bajos         | 206                  |
| 5                    | Noruega              | 202                  |

## 12 puntos
| Año  | País     |
| ---- | -------- |
| 2005 | Portugal |
| 2006 | Armenia  |
| 2007 | Turquía  |
| 2008 | Portugal |
| 2009 | Serbia   |
| 2010 | Serbia   |
| 2011 | Suecia   |
| 2012 | Serbia   |
| 2013 | Armenia  |
| 2014 | Armenia  |
| 2015 | Bélgica  |

| Año  | Jurado     | Televoto | Conjunto  |
| ---- | ---------- | -------- | --------- |
| 2016 | Austria    | Armenia  | Austria   |
| 2017 | Israel     | Rumania  | Israel    |
| 2018 | Australia  | Moldavia | Australia |
| 2019 | Islandia   | Portugal | Islandia  |
| 2021 | Grecia     | Moldavia | Portugal  |
| 2022 | Grecia     | Armenia  | Ucrania   |
| 2023 | Sin jurado | Portugal | Portugal  |
| 2024 | Sin jurado | Israel   | Israel    |
| 2025 | Sin jurado | Israel   | Israel    |

### Final (1975-2015)
- Francia ha dado 12 puntos a...

| Año  | País         | Año  | País        | Año  | País      |
| ---- | ------------ | ---- | ----------- | ---- | --------- |
| 1975 | Reino Unido  | 1989 | Reino Unido | 2003 | Bélgica   |
| 1976 | Portugal     | 1990 | Luxemburgo  | 2004 | Turquía   |
| 1977 | Reino Unido  | 1991 | Chipre      | 2005 | Turquía   |
| 1978 | Bélgica      | 1992 | Italia      | 2006 | Turquía   |
| 1979 | Alemania     | 1993 | Suiza       | 2007 | Turquía   |
| 1980 | Países Bajos | 1994 | Polonia     | 2008 | Armenia   |
| 1981 | Suecia       | 1995 | Reino Unido | 2009 | Turquía   |
| 1982 | No participó | 1996 | Austria     | 2010 | Turquía   |
| 1983 | Luxemburgo   | 1997 | Reino Unido | 2011 | España    |
| 1984 | Bélgica      | 1998 | Israel      | 2012 | Suecia    |
| 1985 | Israel       | 1999 | Portugal    | 2013 | Dinamarca |
| 1986 | Bélgica      | 2000 | Turquía     | 2014 | Armenia   |
| 1987 | Países Bajos | 2001 | Portugal    | 2015 | Bélgica   |
| 1988 | Dinamarca    | 2002 | España      |      |           |

### Final (2016 - )
- Francia ha dado 12 puntos a...

| Año  | Jurado       | Televoto | Conjunto |
| ---- | ------------ | -------- | -------- |
| 2016 | Italia       | Armenia  | Austria  |
| 2017 | Portugal     | Portugal | Portugal |
| 2018 | Israel       | Israel   | Israel   |
| 2019 | Países Bajos | Israel   | Italia   |
| 2021 | Grecia       | Ucrania  | Portugal |
| 2022 | Reino Unido  | Ucrania  | Ucrania  |
| 2023 | Israel       | Armenia  | Israel   |
| 2024 | Portugal     | Israel   | Ucrania  |
| 2025 | Albania      | Israel   | Albania  |

## Galería de imágenes
|                                   |
| André Claveau en Hilversum (1958) |

|                              |
| Guy Mardel en Nápoles (1965) |

|                            |
| Dan Ar Braz en Oslo (1996) |

|                                    |
| Jonatan Cerrada en Estambul (2004) |

|                                       |
| Les Fatals Picards en Helsinki (2007) |

|                                      |
| Sébastien Tellier en Belgrado (2008) |

|                               |
| Patricia Kaas en Moscú (2009) |

|                              |
| Jessy Matador en Oslo (2010) |

|                                     |
| Amaury Vassili en Düsseldorf (2011) |

|                       |
| Anggun en Bakú (2012) |

|                                    |
| Amandine Bourgeois en Malmö (2013) |

|                                |
| Twin Twin en Copenhague (2014) |

|                             |
| Lisa Angell en Viena (2015) |

|                          |
| Amir en Estocolmo (2016) |

|                     |
| Alma en Kiev (2017) |

|                                  |
| Madame Monsieur en Lisboa (2018) |

|                                  |
| Bilal Hassani en Tel Aviv (2019) |

|                              |
| La Zarra en Liverpool (2023) |

|                         |
| Slimane en Malmö (2024) |